# Manfred von Richthofen
Manfred Albrecht von Richthofen báró, rövidebb nevén Manfred von Richthofen (1892. május 2. – 1918. április 21.) német vadászpilóta, közismertebb nevén „a vörös báró”. Az első világháború legeredményesebb vadászpilótája volt, 80 igazolt légi győzelemmel.

## Családja és fiatalkora
A porosz nemesi Richthofen család már hosszú idő óta igen nagy tiszteletben állt, és jelentős birtokokkal rendelkezett Sziléziában, Breslau és Striegau környékén. Élénk mezőgazdasági tevékenységet folytattak, csupán Manfred nagyapjának a generációja kezdett el katonáskodással foglalkozni – az ő egyik testvéréből hamarosan tábornok is lett. Ilyen múlttal hamarosan a legtöbb Richthofen (így Manfred és az öccse, Lothar is) katonai pályára lépett.
Manfred e családban született a Breslau közelében fekvő Kleinburgban. A legidősebb fiúgyermekként neki kellett tovább öregbítenie ősei hírnevét és gazdagságát. 9 éves korában Schweidnitz közelébe költöztek. 1911-ben az Ulanen-Regiment Kaiser Alexanders des III. von Russlandban teljesített lovaskatonai szolgálatot, majd az első világháború kitörését követően mind a nyugati, mind a keleti fronton. 1915 májusának végén egy, a következő évig tartó repülőtanfolyamra küldték, hiszen a lovas harcmodor idejét múlta, és nem volt alkalmas tevékenyen részt venni az állóháborúban.

## A Német Császárság szolgálatában

### A levegőben
Ezt követően kezdődött el gyorsan felfelé ívelő karrierje, ami világhírt szerzett neki. 80 légi győzelmével csúcstartó lett, és a repülőerők szervezésén is sokat dolgozott. Nemsokára megkapta az egyik legnagyobb német kitüntetést, a Pour le Mérite érdemrendet. Tűzpiros, háromfedeles Fokker Dreideckerét – amiről a „vörös báró” nevet is kapta – 1918. április 21-én légi harc közben lőtték le, egyes tudósítások szerint egy kanadai pilóta, más források alapján ausztrál egységek légvédelmi tüze. Napjainkban ez utóbbit tartják a legvalószínűbbnek. A feljegyzésekből tudni lehet, hogy a lezuhanása után nem halt meg rögtön, és az utolsó szava, amit folyamatosan mormolgatott, az volt: „Kaputt, Kaputt”.

### Légi győzelmei

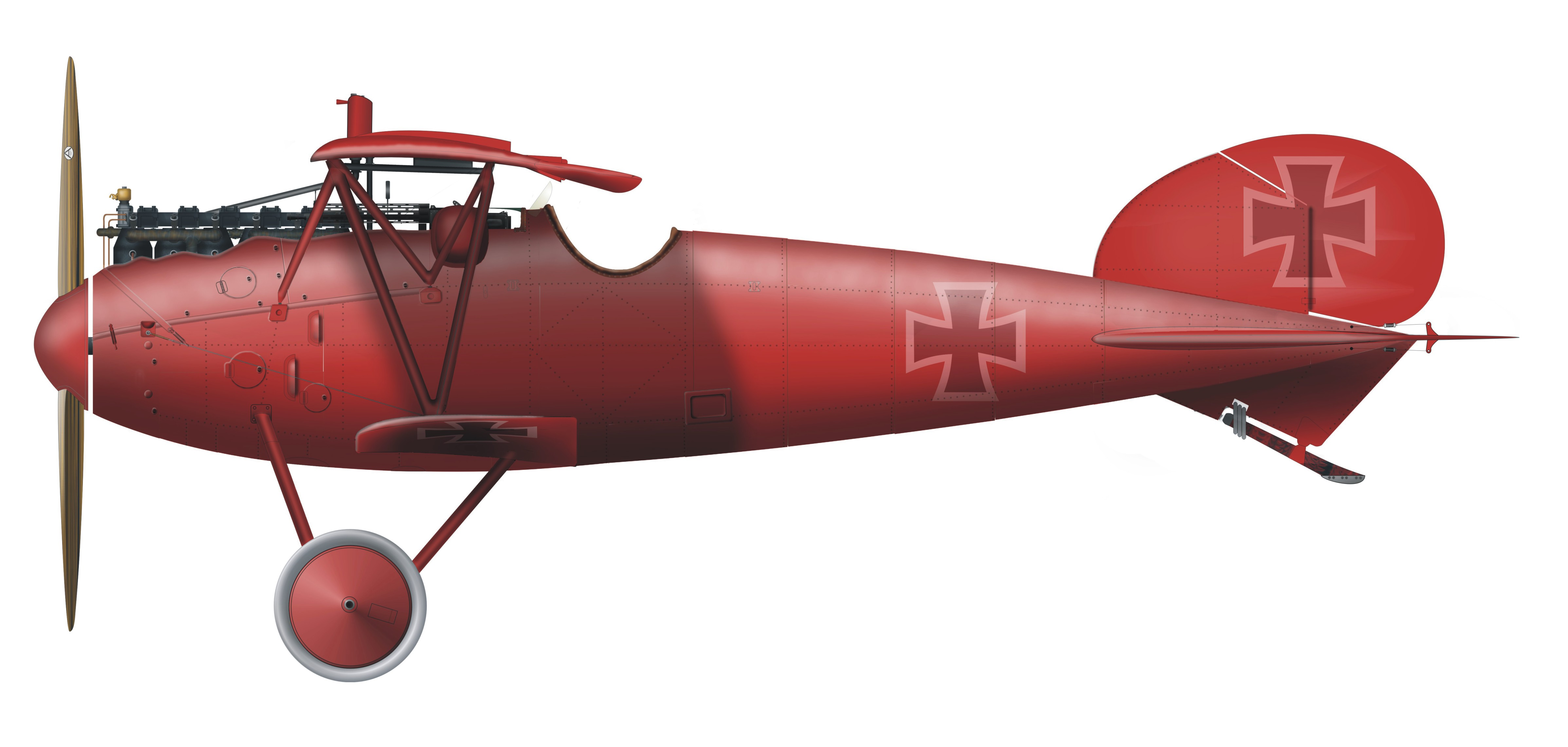
Az Albatros D.V

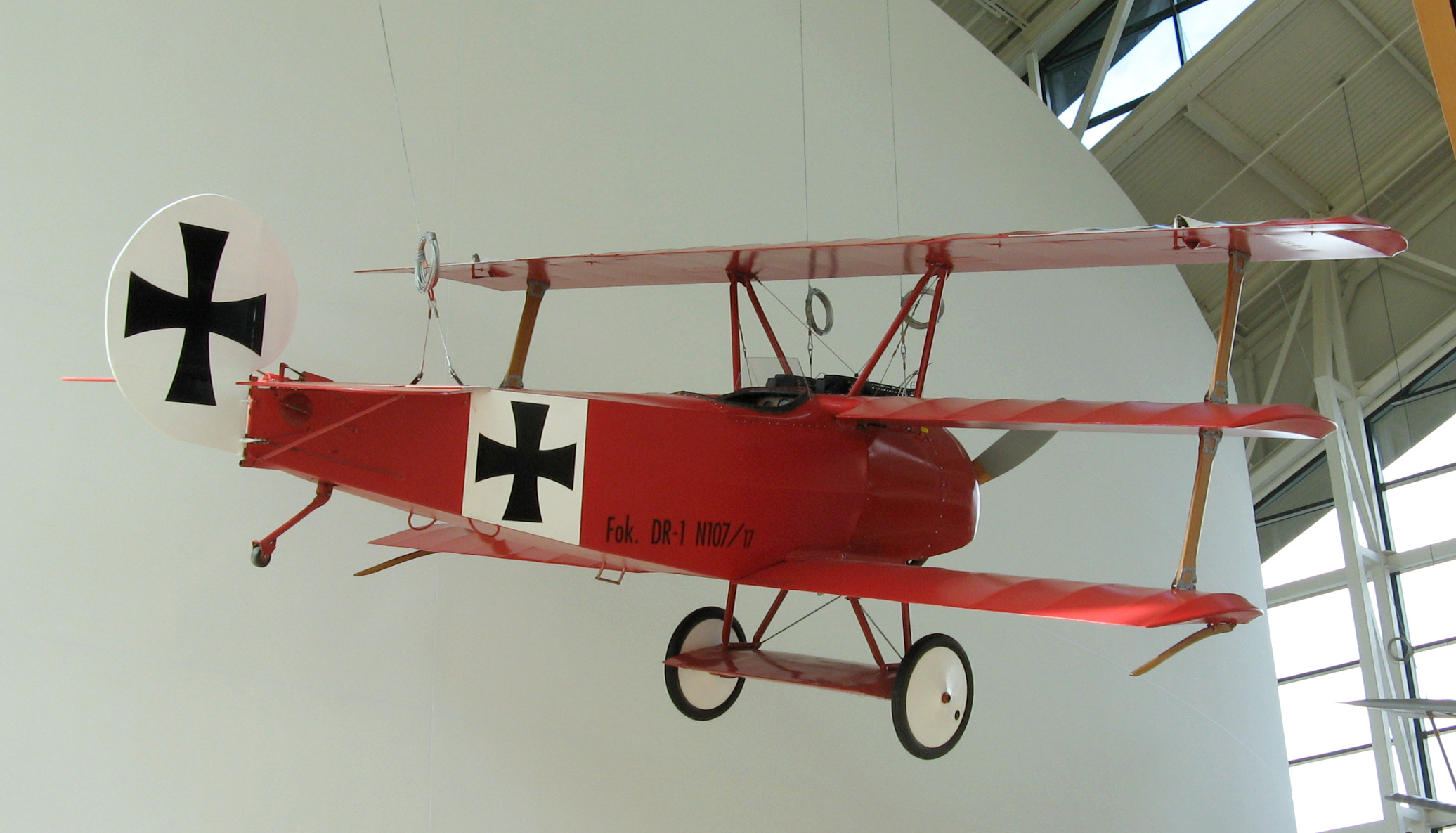
A Fokker Dr.I, amelynek az első négy prototípusa közül kettőt von Richthofen alakulata kapott meg 1917 augusztusában. Von Richthofen 1918. április 21-én a 425/17-es számú gépen vesztette életét

Manfred von Richthofen az élete során rengeteg légi győzelmet aratott: több igazolatlan mellett 80 igazoltat, ezzel a háború legjobb pilótája lett. Az elsőt 1916. szeptember 17-én szerezte meg Albatros D.II-es repülőgépével. Az utána következő német pilótákat több mint tíz légi győzelemmel múlta fölül. A legtöbb győzelmét, szám szerint húszat (vagyis az egynegyedét az összesnek) 1917 áprilisában aratta.

### Halála
1918. április 21-én vesztette életét egy légi csata közben. Két legyőzője lehetséges, Roy Brown pilóta repülőgépről vagy Cedric Popkin ausztrál tüzérőrmester géppuskás a földről adta le a végzetes lövést. A történészek az utóbbit tartják valószínűbbnek.

### Népszerűsége
Manfred Albrecht Freiherr von Richthofen nemesi családba született, ennek köszönhetően van a nevében a nemesi származást jelző Freiherr szó, ami bárót jelent, a vörös jelzőt pedig tűzpiros Fokker Dreideckeréről kapta. A világháború alatt több elnevezést is szerzett magának, a legismertebb ezek közül a vörös báró.
Elnevezései:
- német nyelvterületen: „Roter Kampfflieger” („vörös harci pilóta”);
- francia nyelvterületen: „le Baron Rouge” („vörös báró”), „le Diable Rouge” („vörös Ördög”) és „Le Petit Rouge” („a kis vörös”);
- angol nyelvterületen: „Red Knight” („vörös lovag”) vagy „Red Baron” („vörös báró”).

Bár az ellenséghez tartozott, von Richthofen nagy elismerésnek örvendett a szövetségesek körében, így az ausztrálok teljes katonai pompával temették el az Amiens mellett lévő Bertangles faluban, aminek a közelében lelőtték. Olyan jelentős hírneve volt, hogy az egyik lehetséges legyőzője, Roy Brown százados ezt írta róla: „Úgy éreztem, hogy valami jogtalant cselekedtem, semmiféle örömöt nem tudok érezni, hogy Richthofen az én fegyveremtől esett el. Szívesen visszahívnám az életbe!” Három év múlva a franciák átvitték a holttestét a fricourti német katonai temetőbe, ahonnan aztán az öccse elszállította a berlini invalidusok temetőjébe. Végül a háború befejezése után a wiesbadeni Südfriedhof temetőben helyezték örök nyugalomra. Sokak számára a legendás vörös báró a jelképe annak a korszaknak, amikor a légi harc egy amatőr sportból a modern hadviselés jelentős részévé vált.

## Visszaemlékezései magyarul
- Manfred von Richthofen: A vörös harci pilóta; ford. Németh Bálint; Disciplina, Pécs, 2015 ISBN 978-963-12-3506-7Richthofen temetése

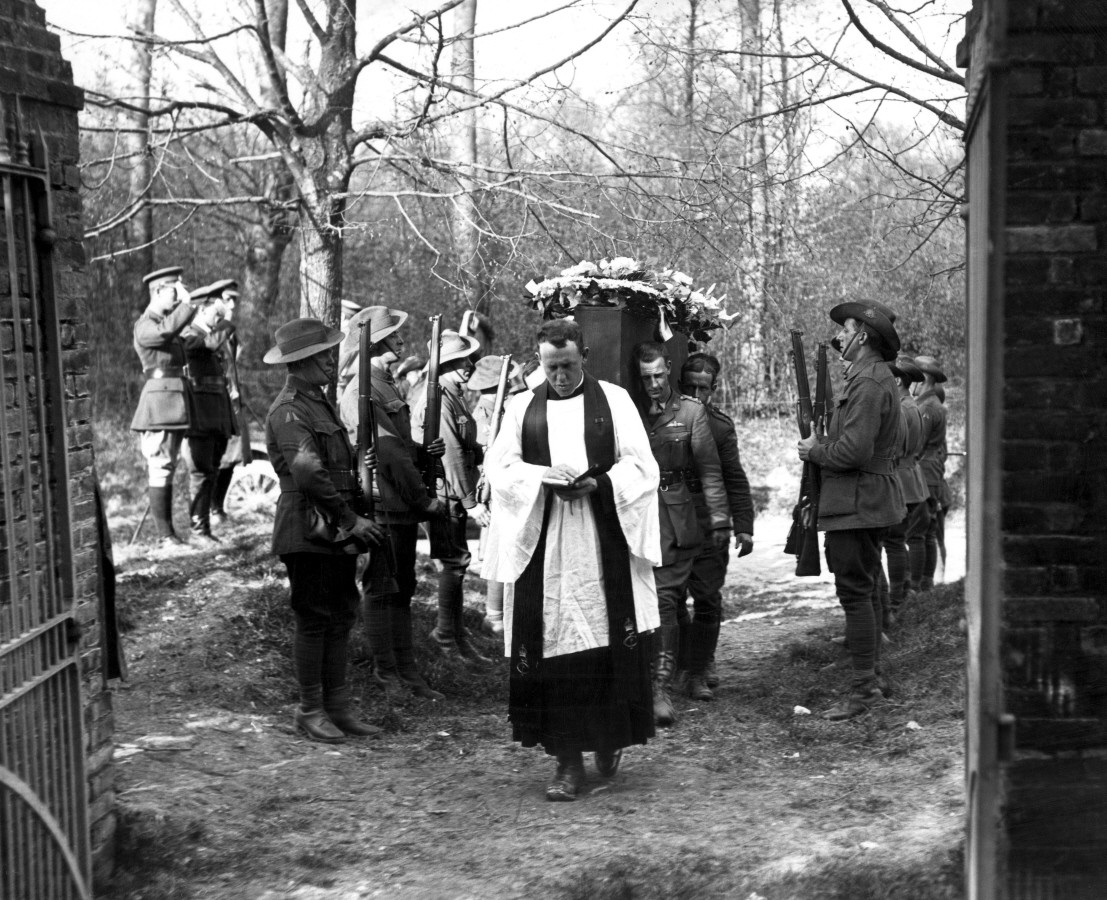
Richthofen temetése